# Mercedes-Benz X164
Mercedes-Benz X164 (eller Mercedes-Benz GL-klass) är en SUV-modell som tillverkades av den tyska biltillverkaren Mercedes-Benz mellan 2006 och 2012.
Versioner:
| Modell        | Årsmodell | Motor                     | Cylindervolym | Effekt | Bränslesystem           |
| ------------- | --------- | ------------------------- | ------------- | ------ | ----------------------- |
| GL320 CDI     | 2006-09   | OM642: 6-cyl V-motor dohc | 2987 cm³      | 224 hk | Common rail turbodiesel |
| GL500         | 2006-12   | M273: 8-cyl V-motor dohc  | 5461 cm³      | 388 hk | Bränsleinsprutning      |
| GL420 CDI     | 2007-10   | OM629: 8-cyl V-motor dohc | 3996 cm³      | 306 hk | Common rail turbodiesel |
| GL450         | 2007-12   | M273: 8-cyl V-motor dohc  | 4663 cm³      | 340 hk | Bränsleinsprutning      |
| GL350 BlueTEC | 2009-12   | OM642: 6-cyl V-motor dohc | 2987 cm³      | 211 hk | Common rail turbodiesel |
| GL350 CDI     | 2010-12   | OM642: 6-cyl V-motor dohc | 2987 cm³      | 265 hk | Common rail turbodiesel |